# Cryptachaea riparia
Cryptachaea riparia là một loài nhện trong họ Theridiidae.
Loài này thuộc chi Cryptachaea. Cryptachaea riparia được John Blackwall miêu tả năm 1834.